# Mittelbaden

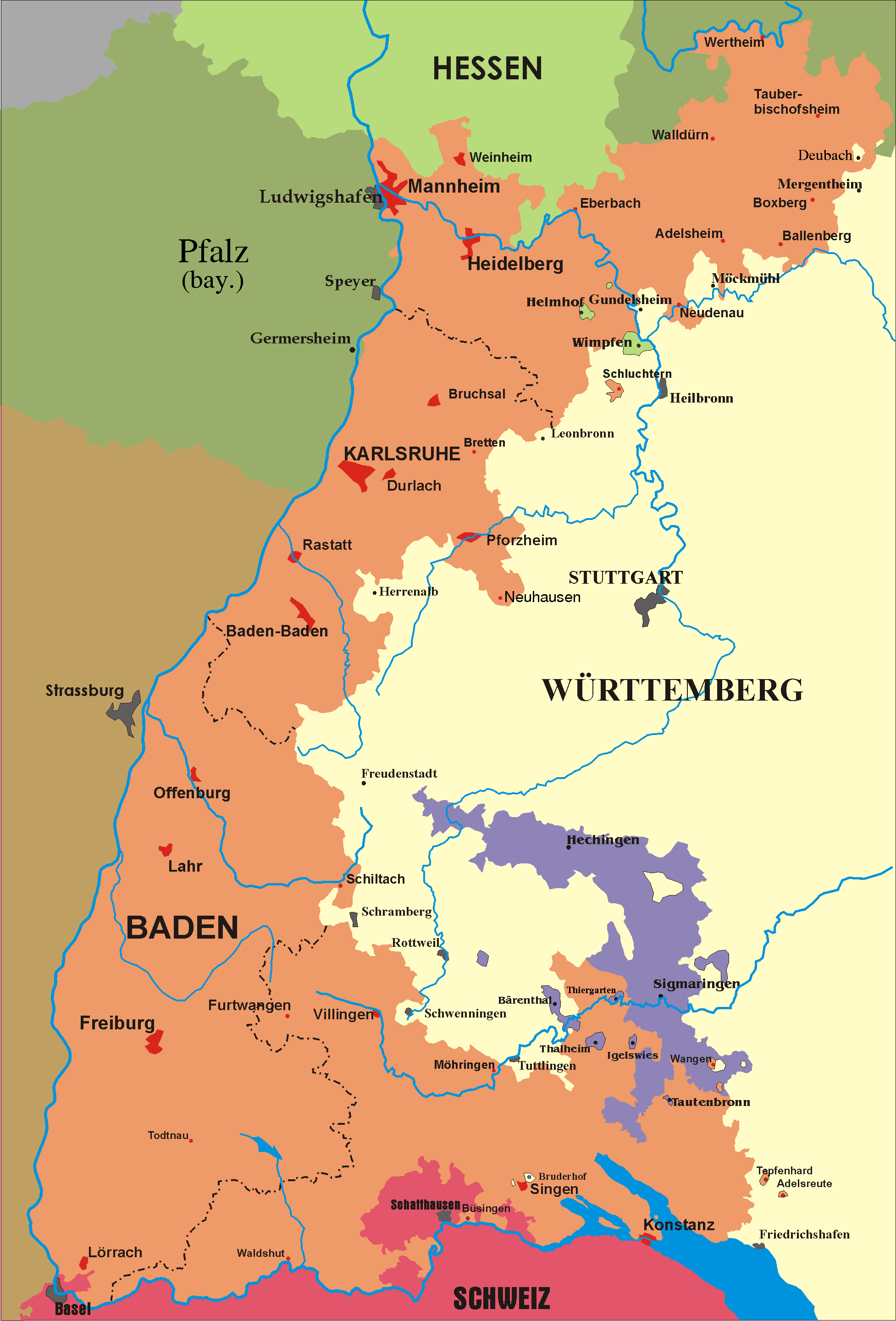
Das langgestreckte frühere Land Baden. Im mittleren Bereich ist die Bezeichnung Mittelbaden geläufig.

Mittelbaden ist eine nicht klar umgrenzte Regionsbezeichnung im badischen Landesteil von Baden-Württemberg. Gebräuchlich ist sie vorwiegend für den Bereich des Landkreises Rastatt, des Stadtkreises Baden-Baden und des Ortenaukreises. Vor der Kreisreform umfasste sie den damaligen Stadtkreis Baden-Baden sowie die Landkreise Bühl, Kehl, Lahr, Rastatt, und Offenburg, mitunter auch den Landkreis Wolfach. Historische Landschaften in der Region sind Ufgau und Ortenau.
Im weiteren Sinne wird die Regionsbezeichnung Mittelbaden zur Abgrenzung vom nördlichen (Mannheim und Rhein-Neckar-Raum) und südlichen Baden (Emmendingen, Freiburg, Lörrach und Konstanz) verwendet und kann deshalb zusätzlich die Regionen Karlsruhe, Pforzheim und den Enzkreis umfassen.
Im Gegensatz zu Südbaden und Nordbaden war oder ist Mittelbaden keine Bezeichnung einer staatlichen Verwaltungseinheit oder Gebietskörperschaft.

## Verwendungsbeispiele
Einige Beispiele für die Verwendung des Begriffes Mittelbaden:
- Baden-Baden ist vollständig vom Landkreis Rastatt umschlossen, beide Kreise sind eng miteinander verflochten. Baden-Baden gehörte von 1924 bis 1939 zum Amtsbezirk Rastatt; bei der Kreisreform 1973 konnte die Stadt ihre Eigenständigkeit als bei Weitem kleinster Stadtkreis in Baden-Württemberg bewahren.[1] Sowohl die Stadtverwaltung Baden-Baden als auch das Landratsamt Rastatt verwenden den Begriff Mittelbaden zur Bezeichnung des Raumes für kreisübergreifende Tätigkeiten:
  - Die Klinikum Mittelbaden gGmbH ist ein Zusammenschluss von Gesundheitseinrichtungen des Landkreises Rastatt und des Stadtkreises Baden-Baden.
  - Die Integrierte Leitstelle Mittelbaden als Leitstelle für Rettungsdienst und Feuerwehr im Gebäude des Landratsamts Rastatt mit Zuständigkeit für den Landkreis Rastatt sowie den Stadtkreis Baden-Baden.
  - Das Medienzentrum Mittelbaden versorgt und berät alle Schulen in Baden-Baden und im Landkreis Rastatt.[2]
  - Die Stadt Baden-Baden, die Kommunen des Landkreises Rastatt sowie Unternehmen der Region schlossen sich 2012 zur Interessengemeinschaft „Wirtschaftsregion Mittelbaden“ mit dem Zweck der regionalen Wirtschaftsförderung zusammen.[3][4]
- Die VR-Bank in Mittelbaden, die aus mehreren Volks- und Raiffeisenbanken um Rastatt hervorging, hat ihren Hauptsitz in Iffezheim und betreibt Filialen von Sinzheim im Süden bis Steinmauern im Norden.
- Das E-Werk Mittelbaden, ein Elektrizitätsversorgungsunternehmen für den Ortenaukreis, trägt seit dem Zusammenschluss der Lahrer und Offenburger E-Werke im Jahr 1922 Mittelbaden im Namen.[5]
- Die Südwestdeutsche Landesverkehrs-GmbH mit Sitz in Lahr hat einen Verkehrsbetrieb Mittelbaden-Schwarzach, der neben dem Landkreis Rastatt auch den Ortenaukreis bedient.
- Unter der Bezeichnung Mittelbadische Presse werden Zeitungen des Ortenaukreises herausgegeben.
- Das Geschäftsgebiet der Baugenossenschaft Familienheim Mittelbaden mit Sitz in Achern umfasst den Ortenaukreis und die angrenzenden mittelbadischen Gebiete.
- Der Obstgroßmarkt Mittelbaden in Oberkirch entstand 1996 durch die Fusion mehrerer örtlicher Obsterzeugergenossenschaften.
- Der Badische Fußballverband hat eine Landesliga Mittelbaden, die den Landkreis und Stadtkreis Karlsruhe sowie den Enzkreis und Pforzheim umfasst. Baden-Baden und Rastatt gehören dabei schon zum Südbadischen Fußballverband.
- Der Schützenkreis Mittelbaden innerhalb des SBSV besteht aus den ehemaligen Schützenkreisen Rastatt und Bühl.[6]
- Die bis 2009 bestehende[7] Region Mittelbaden des DGB umfasste neben Baden-Baden und Rastatt auch Karlsruhe.
- Der Historische Verein für Mittelbaden e.V. gibt das Jahrbuch Die Ortenau heraus. Er hat Ortsgruppen in weiten Teilen Badens. Zwar ist Rastatt im Norden auch enthalten, aber das Gebiet erstreckt sich bis Ettenheim und Triberg weit nach Südbaden hinein.[8]